# Татјана Димитријевић
Татјана Димитријевић је српска глумица и певачица.

## Биографија
Татјана Димитријевић је српска позоришна и гласовна глумица рођена у Горњем Милановцу. Завршила је основне и мастер студије на Факултету драмске уметности у Београду у класи професорке Гордане Марић. Стални је члан драмског ансамбла Позоришта на Теразијама од 2021. године. Ради синхронизације анимираних и играних филмова и серија за студије Блу хаус, Студио, Голд Диги Нет, Соло и Аудио Визард. Једна је од оснивача “Настеатра” у Горњем Милановцу.

## Филмографија
| Година | Назив         | Улога            |
| ------ | ------------- | ---------------- |
| 2019.  | Врати се Зоне | Златица          |
| 2019.  | Истине и лажи | Комшиница Зорица |

## Улоге у синхронизацијама
| Година     | Назив                             | Улога                                  |
| ---------- | --------------------------------- | -------------------------------------- |
| 2015.      | Макс и Руби                       | Луиз (С6-7)                            |
| 2016.      | Џери и свемирски војници          | Све женске улоге                       |
| 2016.      | Џеронимо Стилтон                  | Пандора Воц (С3)                       |
| 2016-2018. | Школа рока (ТВ серија)            | додатни гласови                        |
| 2017.      | Штрумпфови: Скривено село         |                                        |
| 2017.      | Дино Дејна                        | Каи                                    |
| 2017.      | Академија чаролија                | Саманта                                |
| 2018.      | Лола и Мила                       | Ласта Наста                            |
| 2018.      | Холи Хоби                         | Ејми, итд.                             |
| 2018.      | Инфинити надо                     |                                        |
| 2018.      | Дугини ренџери                    | Мандарин Оринџ                         |
| 2018.      | Кућа Бука                         | Др Шатлворт, Гђица Шринивас            |
| 2018.      | Биро магичних ствари              | Матилда (С1)                           |
| 2018.      | Краљевска академија               | Линг Линг Гвоздена Лепеза              |
| 2018.      | Бејблејд прасак: Еволуција        | Ана, Дебрс Марфи, Хани Гутен, итд.     |
| 2019.      | Сунчица Дан                       | Рокс                                   |
| 2019.      | Бејблејд прасак: Турбо            | Кана Акабане, Ника Аои, Кристина, итд. |
| 2019.      | Трансформерси: Сајбер свет (С1-2) | додатни гласови                        |
| 2020.      | Мачак са шеширом                  | Сали, Никова мама                      |
| 2020-2021. | Прстохват магије                  | додатни гласови                        |
| 2021.      | Нубови                            | Лили (С2)                              |
| 2021.      | Породица Адамс 2                  | Најављивач                             |
| 2022.      | Невероватни Морис                 |                                        |
| 2023.      | Топ и Топи                        | Полицајка Стварно (неке епизоде)       |
| 2023.      | Стварна кућа Бука                 | Гђица Рајли                            |
| 2023.      | Би-еф-еф                          | Кони, Лала                             |